# FNAB-43
El FNAB-43 era un subfusell de disseny i producció italiana, construït entre 1943 i 1944. Els seu primer prototip va ser construït en 1942, i es va arribar a una producció total d'unes 7.000 unitats construïdes per FNA-B (Fabbrica Nazionale d'Armi di Brescia, "Fabrica d'Armes Nacional de Brescia", per això es va anomenar així) es van equipar a les tropes alemanyes (de la Wehrmacht) i a les italianes (de la República Social Italiana) en les tropes situades al nord d'Itàlia. La FNAB-43 era una arma molt cara perquè contenia components molt precisos i doncs caros.

## Descripció
La FNAB-43 utilitza un sistema de Blowback retrassat en un sistema de forrellat tancat. El forrellat consistia en un sistema de dues peces amb una palanca pivotadora col·locada entre el cap de forrellat i en cos. Quan estdisparava, el cap del forrellat retrocedeix i comença a fer rotar la palanca, la base de la qual està situada contra un poc que els subjecta al cos. Aquesta palanca pivota per a fer que tardi més el sistema d'opertura per a fer que la bala surti del canó. La pressió de la recàmara disminuïa abans que la palanca acabés la rotació. El moviment de la palanca fa pressió en el final lliure d'aquesta contra el cos del forrellat i fa accelerar el forrellat des de la part de darrere d'aquest. La base de la palanca se separa d'un ganxo i la resta del forrellat continua amb el retrocés com una sola peça. Al tornar, la palanca torna a enganxar-se al ganxo i alguns pivots cap endavant i al fer això fa separar la parella cosa que fa que el pin de foc es mogui només quan el forrellat està totalment cap endavant. Aquest sistema inusual i complicat feia que la FNAB-43 disparés a una còmoda tasa de foc de 400 bales per minut sense haver d'utilitzar el forrellat o la molla pesada.
La FNAB-43 també utilitzava una boca de canó i compensador similars als de les armes soviétiques, i el punt on es col·loca el carregador era similar a la MAT-49 francesa, que estava situat a sota del canó. La culata era feta d'una sola peça de metall, que podia fer l'arma més curta en cas que es coloqués cap a la part de dalt de l'arma.